# Prieuré Saint-Racho-lez-Autun
Pour les articles homonymes, voir Racho.
Le prieuré de Saint-Racho-lez-Autun, était un édifice religieux de l'Église catholique, en Saône-et-Loire, situé hors les murs de la ville d'Autun, à droite de la porte Saint-André, sur la route qui conduisait à Langres et à Besançon, au faubourg Saint-André.

## Historique
La position de cet édifice religieux, à l'une des portes les plus fréquentées de la cité d'Autun sur la route où accédaient les voies de Langres et Besançon, était tout indiquée pour y disposer une diaconie, recevant les voyageurs et les premiers chrétiens.
C'est un vieux temple païen, d'une belle facture que les chrétiens sont autorisés par l'empereur à utiliser pour leur religion. L'église décrite ci-après et donc de la plus haute Antiquité et fut au départ dédiée à saint Simon et saint Jude. Le souvenir des Apôtres va perdurer puisqu'en 1394, le prieur est encore désigné comme Prieur des Apôtres. D'ailleurs dans le voisinage du prieuré, à l'intérieur de l'enceinte romaine il existait encore au XIXe siècle les Champs Saint-Simon.
Saint-Racho d'Autun, fut évêque de cette ville entre 650 et 659, son prédécesseur étant Ferréol et son successeur saint Léger. Il souscrit en 658 au privilège accordé à l'Abbaye Sainte-Colombe de Saint-Denis-lès-Sens, par Emmo, archevêque de Sens: (Ragnobertus Augustudunensis ecclesie episcopus). Après son court épiscopat, que ses vertus avaient recommandé à la vénération publique, il fut inhumé dans l'église de Saint-Simon et Saint-Jude et qui fut dès lors désignée sous le vocable de Saint-Racho. Depuis ses restes furent transportés dans la Cathédrale Saint-Nazaire d'Autun à la fin du XIIIe siècle, un 5 décembre, jour de sa seconde fête. Sa première fête étant le 28 janvier. La châsse renfermant les reliques de saint Racho ornée d'or et d'argent, était placée sur quatre piliers de pierre en l'église Saint-Nazaire et se trouva renversée par la foule, témoin de la guérison d'un énergumène. Il n'y eut aucun blessé à déplorer. Le 2 avril 1530, l'évêque Jacques Hurault fit retirer les ossements de la châsse et les plaça dans un autel consacré au nom de saint Racho. Une autre partie des ossements fut conservée pour être exposée à la dévotion des fidèles.

C'est par hasard que les reliques de saint Racho furent redécouvertes le 23 février 1669 et remirent le Saint au goût du jour. Dans l'ancienne Cathédrale de Saint-Nazaire et Saint-Celse, derrière le maître autel, il y en avait un plus petit dont la table était en marbre. Il tomba ce jour-là de grosses pierres de la voûte qui brisèrent la table de marbre. Un chanoine découvrit alors une boîte d'étain qui renfermait un parchemin, attestant que cet autel avait été consacré le 2 avril 1530, par Jacques Hurault, lequel y avait placé le corps de saint Racho, que l'on découvrit enveloppé soigneusement dans un linge. On transféra alors les reliques en la Cathédrale Saint-Lazare. Cette translation solennelle eut lieu un 26 février. C'est le Chapitre qui décida que sa fête serait à cette date. La châsse destinée à recevoir ses restes fut achevée et ceux-ci déposés le 7 juillet 1703. Le culte de saint Racho trouvant un nouvel engouement, il fut gravé une médaille dont un exemplaire en argent était en possession d'Anatole de Charmasse en 1884. Elle était destinée à être portée autour du cou.
La réforme religieuse faite par l'abbaye de Cluny, passa par le prieuré de Saint-Simon et Saint-Jude qui fut confié au Prieuré Notre-Dame de La Charité-sur-Loire, fin du XIe siècle début du XXIIe siècle. Cette union n'a pas délié les liens qui unissaient le Prieuré au Chapitre d'Autun. Mais quelques problèmes se posèrent et Gautier II, évêque d'Autun (1189-1223), mécontent du régime qui existait dans cette communauté, avait formé d'appeler des religieux de l'Abbaye de Cluny et il avait fait excommunier le prieur qui s'opposait à ses intentions. Cette décision n'eut pas de suite, Saint-Racho n'ayant jamais dépendu de Cluny. Mais en sa qualité de membre dépendant de cet ordre il subit les visites des :Visiteurs généraux. Sont parvenues jusqu'à nous 13 des Définitions, ordonnances prises à la suite des rapports effectués entre 1331 et 1470, l'exécution de ces dernières étant obligatoire.
29 juin 1570, les troupes de Coligny désolent la région, pillent et incendient l'Abbaye de Saint-Symphorien ou le Prieur de Saint-Racho avait mis les archives de son prieuré, les pensant à l'abri, les archives partent en fumée.
Au XVIIIe siècle les Jésuites, tentèrent de réunir les revenus du prieuré Saint-Racho à ceux du Collège d'Autun qu'ils dirigeaient, mais cette entreprise échoua. Le prieuré en ruines servit de carrière.
Les biens du prieuré subirent le même sort que ceux des autres établissements ecclésiastiques à la Révolution. La chapelle a été démolie, et à la fin du XIXe siècle subsistaient les bâtiments et le clos attenant devenus propriété privée. Rien aujourd'hui ne rappelle qu'il y avait là autrefois un très bel édifice et un des premiers sanctuaires de l'Église éduenne.

## Architecture

### Église
Dan l'Antiquité, il existait, près de la porte d'Arroux un temple dédié à Pluton et rien n'empêche de penser qu'il pouvait y avoir près de la porte Saint- André un édifice semblable dédié à une autre divinité. Dans son Histoire de l'antique cité d'Autun, Edme Thomas dit page 102: Qu'on voit un trident en relief sur une grande pierre, qui est à Saint-Rocho. La description ci-après laisse en effet à penser qu'il faut y voir la récupération d'un édifice de culte antique par la nouvelle religion : le christianisme. L'empereur Honorius ayant prescrit de ne pas détruire les monuments faisant la splendeur des villes, qu'il confirma par un rescrit de 435, autorisant les chrétiens à utiliser les édifices déserts et abandonnés.
C'était un édifice :réalisé avec de très grosses pierres, avec plusieurs beaux, grands et superbes piliers antiques de marbre, bresche, chipolin et jaspe, avec leurs bases et chapiteaux de marbre blanc d'ordre corinthien. D'après une description de 1726, que rapporte A. de Chamasse, elle était formée d'une nef non voûtée, terminée par une abside, et de deux collatéraux ou basses ailes, construites chacune de cinq voûtes soutenues par six piliers de pierre et neuf piliers ronds de marbre; un autel à gauche; une chapelle, avec un autre autel à droite, voûtée et servant de sacristie. La base d'une des colonnes de pierre, de 0,45 cm de diamètre, existait encore dans un cellier de l'ancien prieuré, son origine romaine étant évidente.
L'abside plus récente, remonte toutefois à la haute Antiquité et sa décoration était en rapport avec celle de la nef principale. Ornée de mosaïques à fond d'or, qui étaient pour moitié manquantes en 1690 selon le rapport du procès-verbal de visite de l'édifice, qui ne mentionne pas le sujet représenté. Cet usage de décorer les édifices publics de mosaïques fut emprunté à l'usage romain et perdura longtemps à Autun. Les travaux de ce genre, que fait exécuter Syagrius, (560-600) étaient célèbres. Près des bâtiments existait encore au XIXe siècle un puits romain qui servait à l'usage de la maison.
Cet édifice qui était en ruine a été démoli en 1767 et l'entrepreneur les revendit à Lyon. Sa très belle décoration selon l'art antique et l'art chrétien a rendu sa destruction très regrettable. C'était selon les témoins cités ici l'édifice qui avait le mieux conservé jusqu'à la fin le caractère de sa haute antiquité et de sa destination primitive. Elle fut remplacée par une petite chapelle sans caractère, qui ne possédait plus le tombeau de pierres rouges de saint Racho, où seule subsistait sur le nouvel autel l'inscription : Sepulchrum sancti Rachonis 1767.

### Trésor
Il ne devait pas être très important, car un rapport de visite des visiteurs généraux de Cluny note en 1389, qu'il n'y a pas de calice et que le prieur doit emprunter les vases sacrés des églises du voisinage et que les bâtiments sont en très mauvais état

### Dédicace
Après le dieu païen, à quel saint fut voué ce monument. L'ancienne dédicace de ce sanctuaire était à saint Simon et saint Jude, ce qui est confirmé par l'usage qu'avait le Chapitre d'Autun de chanter l'antienne, le verset et l'oraison propres de ces saints apôtres, à son arrivée au Prieuré de Saint-Racho, où il se rendait plusieurs fois par an en procession. Dédicace confirmée également par une foire qui avait lieu le jour de la Saint-Simon et de Saint-Jude, autour du Prieuré qui percevait  un droit sur les marchandises exposées. Le souvenir de cet antique vocable perdura, puisqu'en 1394, le prieur des lieux est encore désigné sous le nom de prieur des Apôtres

### Cloître
- En 1591, il menace ruine[11]

### Bâtiments conventuels
- En 1714, le nouveau prieur constate que les voleurs ont pris : bois, fenêtres, plombs, vitres et que les bâtiments sont en grande misère.
- L'enclos du prieuré, d'une contenance de trois arpents est loué de 1713 à 1715 pour 35 livres. De 1716 à 1718 pour : 40 livres, de 1719 à 1721 pour : 45 livres; 1722 à 1723 pour : 40 livres; de 1724 à 1727 pour : 50 livres et 60 livres en 1728, soit une moyenne de 44 livres 15 sols.

## Cimetière
- Il a dû participer comme les cimetières des monastères environnants à recevoir les dépouilles des premiers chrétiens et des premiers évêques, comme il était d'usage d'être enterré hors les murs; saint Simplice d'Autun à Saint-Pierre de l'Estrier vers 420; saint Euphrône d'Autun à l'Abbaye Saint-Symphorien d'Autun, en 490.

## Propriétés, biens, revenus
(liste non exhaustive)
- vers 1240, Hugues de Breuil, damoiseau donne les biens qu'il possède à Chacenay) Chassenay, commune d'Arnay-le-Duc, Côte-d'Or, confirmé en 1241, par ses héritiers qui en avaient au départ contesté la légitimité.
- Une petite seigneurie à Pouilly en la paroisse de Marmagne, avec une chapelle sous le vocable de saint Barthélemy, qui avait aussi le rang de prieuré, où l'on célébrait encore une messe chaque semaine en 1611. Le 31 mai 1399, frère Guillaume de Billy, vend à Regnault de Vizy et à Guillaume de La Cour, la moitié du mex de Jean des Prés, situé dans le ressort de la seigneurie de Pouilly, et qui lui était advenue par droit de mainmorte après le décès du possesseur. Cette vente fut faite au prix de 8 francs or et à la charge d'acquitter les cens et rentes assignés sur le mex. Cette petite seigneurie avec, haute, moyenne et basse justice est estimé 44 l., 11 s., 6 d., en 1730.
- Vente en 1461, par le prieur de Saint-Racho de cent vingt journaux de terre et huit soitures de pré, dites les Broussailles de Saint-Roch, situées vers la Grange de Clugny, plus tard les Renaudiots à Saint-Pantaléon-lès-Autun.
- Dîmes sur le territoire de Vergoncey, rapportant : 4 boisseaux de seigle dus par les admoniateurs des dîmes de Vergoncey, estimés 3 livres 12 sols en 1730.
- Terres à Saint-Pierre-de-l'Estrier, sur lesquelles l'abbé avait droit de justice. Entre le lieu-dit Ruault, et le chemin réal d'Autun.
- Seigneuries de Molphey et de Cotapre, (aliénées pour les 2/5e par Guillaume de Cussigny au profit du Chapitre de Saulieu en 1598. Cette propriété produit un revenu de 8 livres en 1730
- Terres en la cité sur la Fontaine Santaulle, près la preherie l'Evesque
- Vergers derrière les moulins de Saint-Roch, (St Rocho)
- Une soiture de pré en la Prairie l'Evesque dite La soiture au prieur
- Un moulin au faubourg Saint-André, avec battoir à chanvre, une terre de six boisselées, un pré de six soitures, un pré d'une soiture et l'écluse depuis le pont de Saint-Pierre-de-l'Estrier, jusqu'au moulin, loué pour 360 livres de 1713 à 1718; 280 livres de 1719 à 1722; 380 livres de 1723 à 1725, vacant de 1726 à 1727 et 500livres en 1728, somme qui sera réduite à 250 livres en 1730 et dont le bail est sur le point d'être résilié à cette date pour défaut de paiement
- 35 journaux de terre près le Moulin de Fontenay, cultivés à moitié fruit et produisant 47 boisseaux de seigle estimés à 18 s. le boisseau, soit 42 l. 6 s.
- au finage de Santenay : 22 ouvrées de vigne, admodiées 4 feuillettes de vin de 1710 à 1721; 6 feuillettes de 1722 à 1727, que le prieur fait cultiver à moitié fruit et qui ont produit 5 feuillettes en 1728, donnant en moyenne 4 feuillettes estimées 50 livres
- au finage de Santenay, 4 autres ouvrées de vigne, aliénées en 1660 au prix d'une rente de 2 livres
- Les offrandes faites dans la chapelle, qui montent à 5 livres en 1730 et qui sont affectées à l’entretien des ornements.
- Une rente due par le Chapitre d'Autun de 66 boisseaux de froment, estimés 25 s. le boisseau, et 11 de seigle, valant par an 92 livres et 8 sols.
- Une somme de 57 livres due chaque année, au prieur par le Chapitre d'Autun.
- Un rente de 18 boisseaux de froment avec 2 de seigle et une queue de vin de Saint-Sernin, estimée à 30 livres dues par le prieuré de Saint-Symphorien, produisant en tout en 1730 : 54 livres 6 sols.

## Dépendance
Le Prieuré de Saint-Racho était en principe dépendant de l'église cathédrale d'Autun, ce qui est attesté par le fait que le prieur conserva le titre, rang et la prébende de chanoine et qui malgré son caractère monastique conserva comme ses prédécesseurs séculiers, à faire partie du collège canonial et à avoir sa stalle dans le chœur, à remplir les devoirs de sa charge et à en percevoir les émoluments. Et quatre fois l'an le Chapitre se rendait en procession à Saint-Racho.
C'est à la fin du XIe siècle ou au commencement du XIIe siècle que les religieux de l'Abbatiale Notre-Dame de La Charité-sur-Loire furent appelés à Saint-Racho. Le prieuré était dépendant du Prieuré Notre-Dame de La Charité-sur-Loire.

## Abbés, prieurs
(liste non exhaustive)
- 1228 - Pierre, prieur, vivant à cette date
- 1247 - Geoffroid, prieur, signe une transaction en le Chapitre et le prieur de la Charité-sur-Loire, portant modification de l'acte de 1228 et convenant que, absent ou présent, le prieur de St Racho, participerait aux distributions de deniers qui sont faites à l'occasion des sépultures et des anniversaires des défunts et que sa part serait à celle du vicaire de chœur lorsqu'il est présent. Ce qui élevait le revenu de sa prébende dont l'augmentation était demandée par le prieur de La Charité[12]

Pendant un siècle, aucun nom de prieur ne nous est parvenu.
- 1354 - Barthélemy Quarré, religieux de La Charité, prieur de St-Racho acte de réception le vendredi avant l'Ascension de cette année, présent Jacques de Sommant, curé de St-André d'Autun.
- 1399 - Guillaume de Billy, prieur
- 1426 - Jean Gaillard, prieur.
- 1439 - Thibault Douhet, on trouve son nom du 6 octobre 1439 à 1449. Le premier acte dans lequel il figure en 1439, concerne une transaction avec Jehan Muneret, curé de la paroisse de St-André concernant les droits à percevoir sur les marchandises exposées à la foire annuelle de  St-Simon et St-Jude. Témoins Jehan Surtin, prêtre, notaire public et coadjuteur du tabellion d'Autun, pour le Duc; François Galot, Bertholomy Quoquillet, corduanier
- 1452 - Guillaume Guiard, prieur aussi en 1458
- 1464 - Antoine Buisson, prieur, coadjuteur du Cardinal Rolin, appartenait à l'ordre des Carmes et avait fait profession au monastère de la Rochette en Savoie, auquel il légua sa bibliothèque entreposée chez les Carmes de Semur-en-Auxois. Il professa d'abord l'Écriture sainte[13]. C'est le Cardinal Rolin qui le pourvoit du titre de prieur de Saint-Racho d'Autun et de Saint-Martin d'Anzy-le-Duc, afin de lui faciliter l'exercice de sa charge de Vicaire général qu'il remplissait auprès de sa personne. Et le fit élever au titre d'Évêque d'Hippone, tel qu'il est présenté dans un acte passé au Palais épiscopal d'Autun le 8 janvier 1462[14]. Il échangea ce titre pour celui d'Évêque de Bethléem qui lui conféra Pie II en 1464. Il testa le 27 novembre 1476 et décéda le 3 décembre.
- 1481 - Pierre Cotignon, prieur attesté de 1481 à 1512. Il prétendit exercer le droit de tierce sur ces terres chaque fois qu'elles étaient cultivées; terres qu'un de ses prédécesseurs avait vendues. Un procès s'ensuivit. Le 31 juillet 1481, la sentence tomba, déboutant le prieur de ses prétentions et condamna Jean Rolet, sergent royal à acquitter seulement la rente de 25 sous et 5 deniers de tournois assignée sur ces terres. Il réclama la même année de Jacques de Traves, seigneur de la Porcheresse, l'exercice du droit de tierce sur certaines terres dépendantes de cette seigneurie, sans que l'on connaisse les conclusions de cette nouvelle affaire.
- 1517 - Jean de Bouton, prieur
- 1520 - Nicolas Brissonnet, prieur
- 1527 - Jean du Pin, prieur; religieux de La Charité, pourvu par Jean de la Magdeleine, prieur de La Charité. Il prit possession de sa prébende à la Cathédrale d'Autun le 25 octobre 1527. À ce titre il y joignit en 1528celui de Grand prieur de l'Abbaye de Saint-Martin d'Autun, son nom est de nouveau cité avec ses titres en 1532.
- 1546 - Guillaume de Cussigny, prieur en 1546 et 1554. Originaire d'une ancienne famille tirant son nom du fief de Cussigny près de Nuits. Il portait : De gueules à la fasce d'argent chargé de trois escussons d'azur[15]. C'est lui qui pria le 22 février 1552 par requête au Chapitre d'Autun de convertir l'habituel banquet offert par le prieuré aux chanoines, lors des processions en une redevance annuelle de 12 livres. Cette proposition fit l'objet d'un traité passé le 15 mars 1553 et ratifié le 27 mars 1554 par Christophe Coquille, Grand-prieur de Cluny
- s. d.   - Pierre Mottin[16]
- 1555 - ca - Emard,  Aymard ou Armand de Marcilly-Cypierre, religieux et chantre de l'Abbaye de Saint-Symphorien d'Autun. Il plaça toutes les archives du prieuré Saint-Racho à l'abbaye de Saint-Symphorien, croyant les mettre en sûreté, mais elles furent détruites par l'incendie que les soldats de Coligny mirent le 29 juin 1570 Une enquête judiciaire fut demandée et faite le 22 janvier 1604, soit 34 ans après les événements par Hugues Desplaces, commis par Barthélemy Darlay, lieutenant du bailliage. Ce prieur dut acquitter l'impôt levé par le pouvoir civil sur les établissements religieux pour lutter contre les factions qui avaient pris les armes. Il s'en acquitta en aliénant 5 sols de rente et 5 deniers de cens dus par lesRegnauldioz sur 7 journaux de terre, situés en la cité sur la fontaine Santaulle, près la preherie l'Evesque; 40 sous de rente et un blanc de cens, dus sur les vergers derrière les moulins de Saint-Roch et 15 sous de rente et un blanc de cens sur une soiture de pré, en la prairie l'Evesque dite La soiture au prieur. Aliénation qui eut lieu aux enchères au Palais épiscopal le 7 octobre 1572, en faveur de Philibert Tixiert, seigneur d'Ornée, au prix de 500 livres en présence de Jacques Charvot, docteur en droit, chanoine et vicaire général d'Antoine Albon, archevêque de Lyon, ayant la régale de l'évêché d'Autun pendant la vacance du siège; d'Anathoille Ailleboust, chanoine et de Lazare Ladone, lieutenant général du bailliage.Edmard de Marcilly résigna en 1581
- 1581 - Pierre Grillet, ou  Grillot[17] chanoine régulier de Saint-Symphorien, pourvu par provision du Saint-Siège en août 1581, il prit possession le 30 septembre 1581
- 1583 - Florent de Montmorillon, grand prieur de l'abbaye Saint-Martin d'Autun, fut pourvu du prieuré de St-Racho dont il prit possession la même année le 4 juillet 1583, le 5 septembre suivant il obtint la faculté de passer de l'Ordre de Saint-Benoît, auquel il appartenait, dans l'Ordre de Cluny et fut autorisé par Dom Claude Renou, sous-prieur de La Charité à en porter l'habit. Il fut comme ses prédécesseurs, obligé d'aliéner des biens du prieuré pour faire face aux malheurs financiers. Le 24 février 1592, après les publications faites selon les usages adjudication de trois pièces de terre dépendant de la Seigneurie de Pouilly. Le maréchal d'Aumont commandant le siège mis devant Autun par l'armée royale en 1591, décida de s'installer au Prieuré de Saint-Racho avec ses deux fils et tout son train pendant les six semaines que durèrent les opérations. Les dégâts que le prieuré subit exigèrent une nouvelle aliénation d'immeubles pour payer les réparations du prieuré. En 1598, Dom Florent de Montmorillon, demanda la rescision du contrat d'aliénation des deux cinquièmes des seigneuries de Molphey et de Cotrape qui avait été consentie en 1546, au Chapitre de Saulieu. Malgré l'opposition du Chapitre, un arrêt du Parlement de Dijon du mois de juillet 1598, prononça la rescision de l'acte. Le dernier acte ou son nom figure est daté du 30 juillet 1613
- 1614 - Silvestre Foucquet, religieux profès de l'Ordre de Cluny, fut désigné prieur de Saint-Racho le 12 août 1614, sur la résignation de son prédécesseur. Lazare Oudin, religieux de Saint-Martin d'Autun en prit possession en son nom le 30 septembre suivant.
- 1632 - Jean Ballard, est connu par sa résignation à cette date.
- 1632 - Nicolas Jeannin de Castille, abbé de Abbaye Saint-Bénigne de Dijon et de la Bussière, prit possession le 29 décembre 1632. Il avait une opulente dotation et n'hésita pas à y ajouter les bénéfices de ce modeste prieuré. On retrouve son nom dans plusieurs actes de 1639.
- 1651 - Nicolas de Chaulgy de Roussillon, prend possession le 26 mai 1651
- 1652 - André Bigeard, pourvu du prieuré vacant par la résignation du précédent, il s'installe le 25 octobre 1652
- 1656 - Gilbert des Crots, religieux de l'Abbaye de Saint-Martin d'Autun, prit possession à la suite de la résignation du précédent le 5 mai 1656. Il était en même temps prieur de l'Abbaye de Saint-Pierre-le-Moutier.
- 1690 - N. Longuet, prieur à cette date.
- 1694 - Pierre Bezu, secrétaire et aumônier de l'Archevêque de Rouen, fut pourvu en 1694 et résigna le 20 avril 1701
- 1701 - René Nouette, prêtre, prieur de Brassy-en-Morvan, fut reçu et installé le 3 juin 1701. De la même façon que le Chapitre Cathédral, les religieux de l'Abbaye de Saint-Symphorien d'Autun, se rendaient en procession à Saint-Racho, le dimanche des Rameaux et le jour de la Saint-Marc. Par acte du 16 mai 1703, René Nouette, s'engage à payer chaque année aux religieux, la somme de 50 sols, Pour les deux déjeuners que ledit prieur estoit obligé de donner à la communauté aux jours de Pasques fluries et de Saint-Marc, lorsque nous allons en procession dans son eglize.Son nom figure encore dans un acte de 1707.
- 1709 - Charles Carette, religieux de l'Ordre de Saint-Benoît, résigna à cette date.
- 1709 - Louis Joubert, religieux de l'Ordre de Saint-Benoît, fut pourvu à la résignation du précédent, par lettre de collation de Frédéric-Constantin de la Tour d'Auvergne, prieur commendataire de La Charité, en date du 21 février 1709. Jean Pidault, prêtre habitué en la collégiale Notre-Dame, en prit possession en son nom le 4 mars de la même année, en vertu d'une procuration du 25 février. Il résigna le 20 mai 1713
- 1713 - Nicolas Viesse, docteur en  théologie, prit possession le 1er juin 1713 il joignit plus tard à ce titre celui de prieur de Saint-Valentin d'Egriselle, au diocèse d'Auxerre. Il est le premier prêtre séculier à être pourvu du prieuré. Auparavant il était tenu depuis le début par un régulier. Sa prise de possession est marquée par un constat de grande désolation dans le prieuré, car ses prédécesseurs ne résidaient pas. Il obtint en 1714, un monitoire "contre les voleurs qui se sont emparrés des bois, pierres, vitres, plombs, fenêtres et autres matériaux dépendant de la maison du prieuré. En 1715, Pierre Viesse, obtint la reconnaissance et l'autorisation de son droit de siéger aux États de Bourgogne, au même titre que les autres prieurs de la province. Il décéda à Châtillon-sur-Seine, en 1741.
- 1741 - Pierre-Antoine Romelot, du diocèse de Soissons, archidiacre de l'église de Bourges, fut pourvu de lettres de M de la Rochefoucaud, archevêque de Bourges et prieur du Prieuré Notre-Dame de La Charité-sur-Loire en date du 1er décembre 1741 Il prit possession en la Cathédrale le 9 juin 1742 et résigna en 1777
- 1777 - Jean-Louis Romelot, prêtre du diocèse de Soissons, chanoine de la collégiale de Notre-Dame de Salles, il prit possession le 22 octobre 1777, il fut le dernier titulaire du prieuré de Saint-Racho.

## Comptes
- 1705 - Livre de comptes produit le 28 juin 1705: Recettes: 541L. 6 d., dépenses: 315 L.19 s. 11 d., dont 25 livres à Guy Vacherot, curé de Saint-Pantaléon, pour la célébration d'une messe par semaine dans la chapelle du prieuré.
- 1730 - Livre de compte produit par Nicolas Viesse, prieur. Revenu total : 640 livres, 19 sols que les charges vont réduire de façon importante. Parmi les charges 30 livres au sieur Nouveau, curé de Saint-André, pour la célébration d'une messe par semaine et de l'office solennel les jours de Saint-Racho et de Saint-Roch; de 12 livres au Chapitre pour lui tenir lieu des deux banquets qui lui étaient dus annuellement; de 120 livres pour les décimes imposés au prieuré et représentant sa part dans le don de plusieurs millions fait chaque année au roi par le clergé du royaume; 6 livres pour les gages du juge de Pouilly; de 6 livres 10 sols au prieuré de Saint-Symphorien pour l'acquittement des services et fondations religieuses qui étaient à la charge du prieur; un cens de 10 sols sur l'écluse du Pont Saint-Pierre et du montant des réparations faites aux bâtiments de 3160 livres de 1713 à 1728 soit 197 livres 10 sols par an et de 151 livres 10 sols pour les intérêts d'un emprunt de 5000 livres. Il ne reste plus au Prieur pour l'année 1730 que 153 livres et 19 sols.